# Mormopterus minutus
Mormopterus minutus је сисар из реда слепих мишева. 

## Угроженост
Ова врста се сматра рањивом у погледу угрожености врсте од изумирања.

## Распрострањење
Куба је једино познато природно станиште врсте.

## Популациони тренд
Популација ове врсте се смањује, судећи по расположивим подацима.

## Станиште
Врста Mormopterus minutus има станиште на копну.